# اوکرووهلا (ناحیه پیسک)
اوکرووهلا (به چکی: Okrouhlá) یک منطقهٔ مسکونی در جمهوری چک است که در ناحیه پیسک واقع شده‌است. اوکرووهلا ۴٫۳۷ کیلومتر مربع مساحت و ۶۸ نفر جمعیت دارد و ۴۹۹ متر بالاتر از سطح دریا واقع شده‌است.